# Haruna (croiseur de bataille)
Le Haruna (en japonais : 榛名) est un croiseur de bataille de la Marine impériale japonaise de la Première et Seconde Guerre mondiale. Nommé d'après le mont Haruna, ce navire de classe Kongō a été conçu par des ingénieurs de la Royal Navy. Il a notamment participé à la bataille de Midway et à la bataille de la mer des Philippines durant la campagne de Guadalcanal.
Il est coulé le 28 juillet 1945 par des avions américains de la Task Force 38 à la base navale de Kure (près d'Hiroshima) lors d'une séries de bombardements sur ce site.